# L’Aigle
L'Aigle (bis 1961 Laigle) ist eine französische Stadt mit 7771 Einwohnern (Stand 1. Januar 2022) im Département Orne in der Region Normandie. Sie gehört zum Arrondissement Mortagne-au-Perche und zum Kanton L’Aigle.

## Lage
Die Stadt L'Aigle liegt in der Landschaft Pays d’Ouche am Fluss Risle im Nordosten des Départements Orne. Nach Mortagne-au-Perche (Unterpräfektur) sind es 30 Kilometer, Alençon (Präfektur) liegt etwa 65 Kilometer südwestlich.

## Geschichte
Die bekannte Geschichte der Stadt beginnt mit dem Baron Fulbert de Beina, der im 11. Jahrhundert das Schloss von Laigle errichten ließ (etwa ab 1010). Der Legende nach soll sich am Bauplatz ein Adlernest befunden haben, was zum Namen Aquila für Adler, französisch Aigle geführt habe. Gegen Ende des 17. Jahrhunderts wurde an der Stelle des alten Schlosses nach Plänen des Architekten Jules Hardouin-Mansart ein neues Schloss errichtet.
Am 26. April 1803 kam es in L’Aigle zu einem Meteoritenschauer, der die bisherigen Zweifel der französischen Akademie der Wissenschaften über die außerirdische Herkunft früherer Meteorsteine ausräumte.
Im Deutsch-Französischen Krieg (1870–1871) marschierten deutsche Truppen am 1. Januar 1871 mit etwa 600 Mann in L’Aigle ein.
Während des Zweiten Weltkriegs wurde die Stadt am 7. Juni 1944 bombardiert, was 150 Menschen das Leben kostete und erhebliche Schäden verursachte.

## Bevölkerungsentwicklung
| Jahr                       | 1962 | 1968 | 1975 | 1982 | 1990 | 1999 | 2010 | 2021 |
| -------------------------- | ---- | ---- | ---- | ---- | ---- | ---- | ---- | ---- |
| Einwohner                  | 7317 | 8702 | 9619 | 9834 | 9466 | 8972 | 7975 | 7824 |
| Quellen: Cassini und INSEE |      |      |      |      |      |      |      |      |

## Sehenswürdigkeiten
- Schloss aus dem 17./18. Jahrhundert, heute Rathaus
- Kirchen
  - Saint-Martin, ursprünglich aus dem 11. Jahrhundert (Romanik und Flamboyantstil)
  - Saint-Barthélemy aus dem 12. Jahrhundert (Romanik)
  - Saint-Jean aus dem 15./16. Jahrhundert
- Museen
  - Historisches Museum (Musée historique)
  - Archäologisches Museum (Musée archéologique)
  - Museum Louis Verrières
  - Musikinstrumenten-Museum (Musée des Instruments de musique)

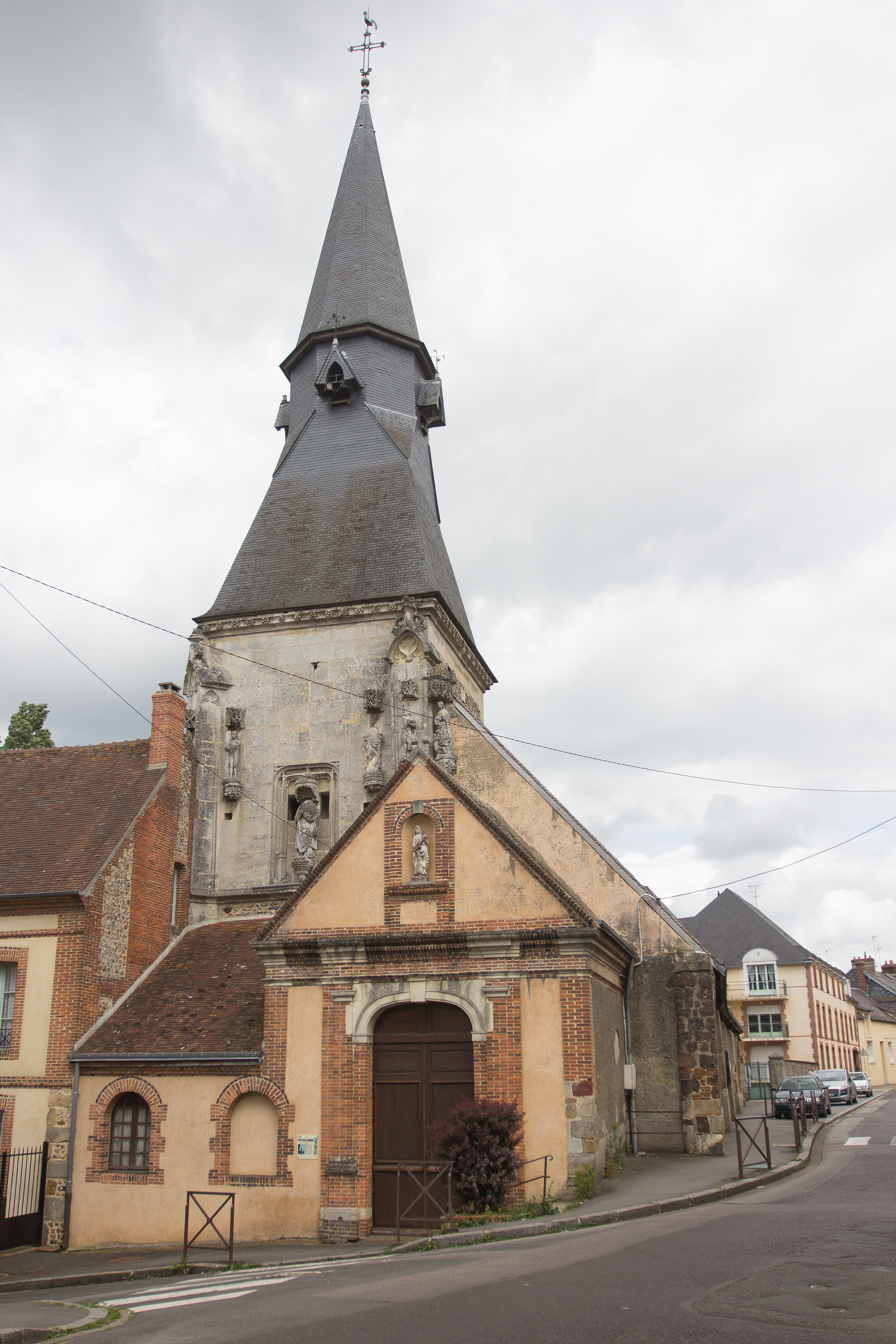
Kirche Saint-Jean
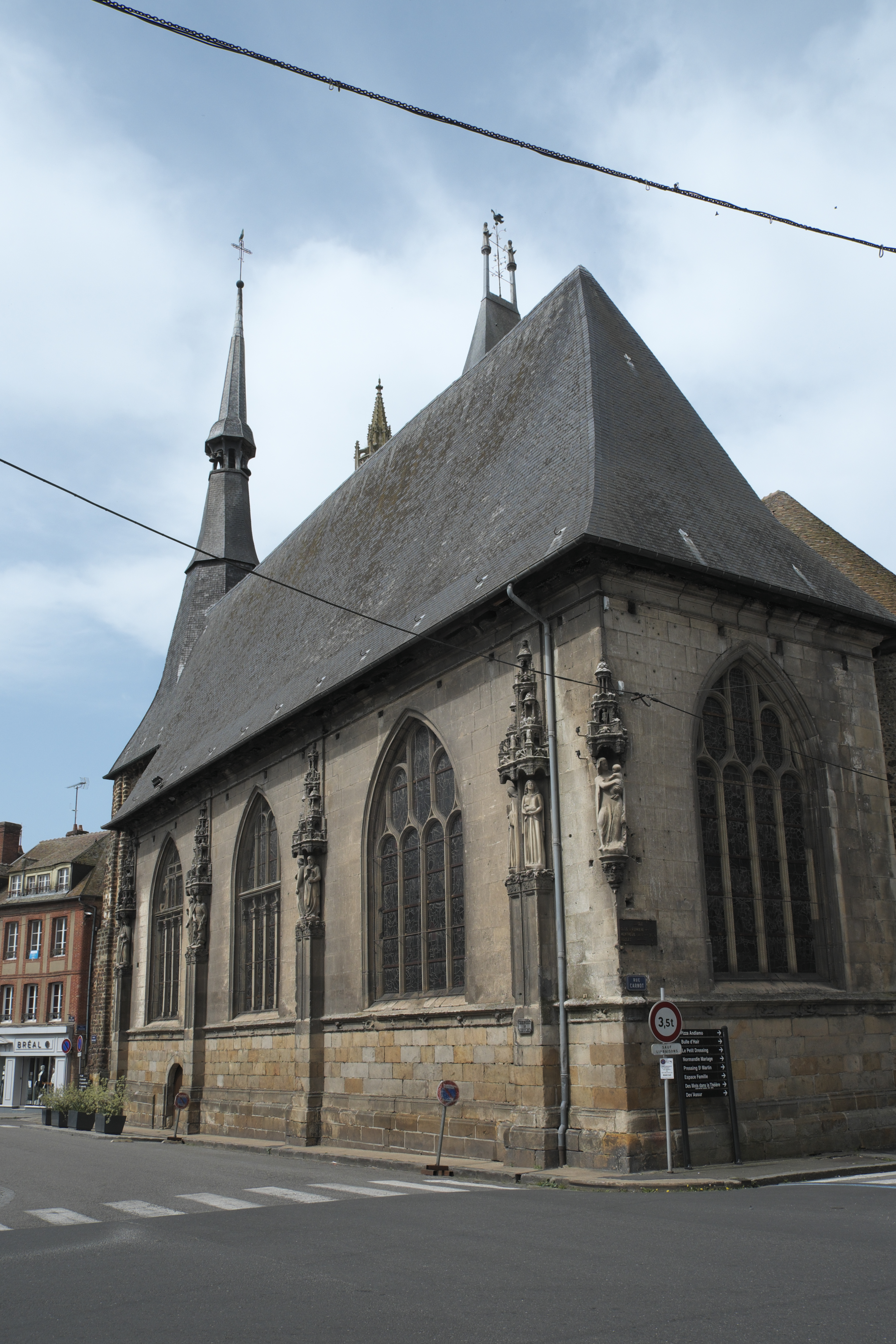
Kirche Saint-Martin
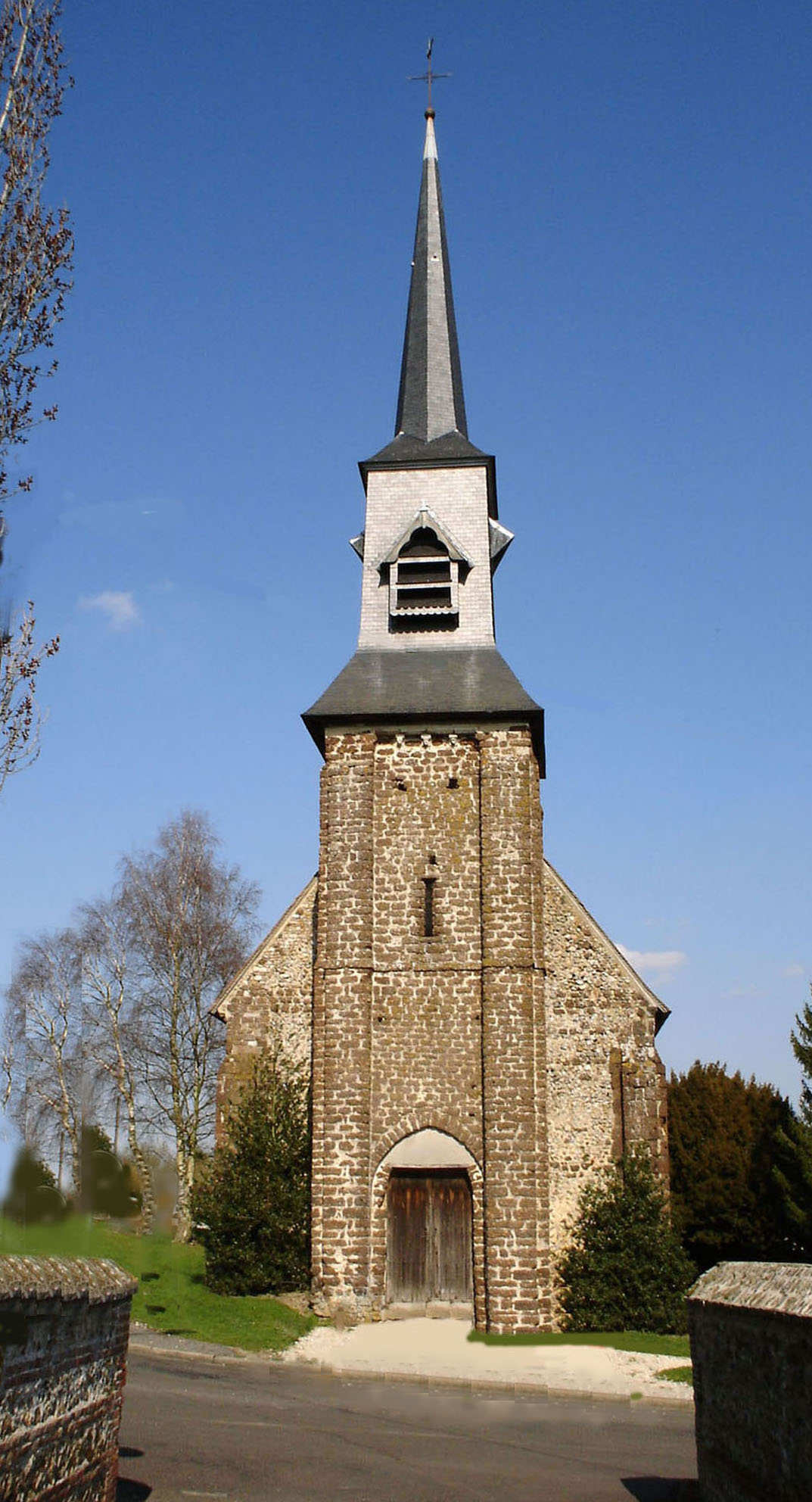
Kirche Saint-Barthélemy
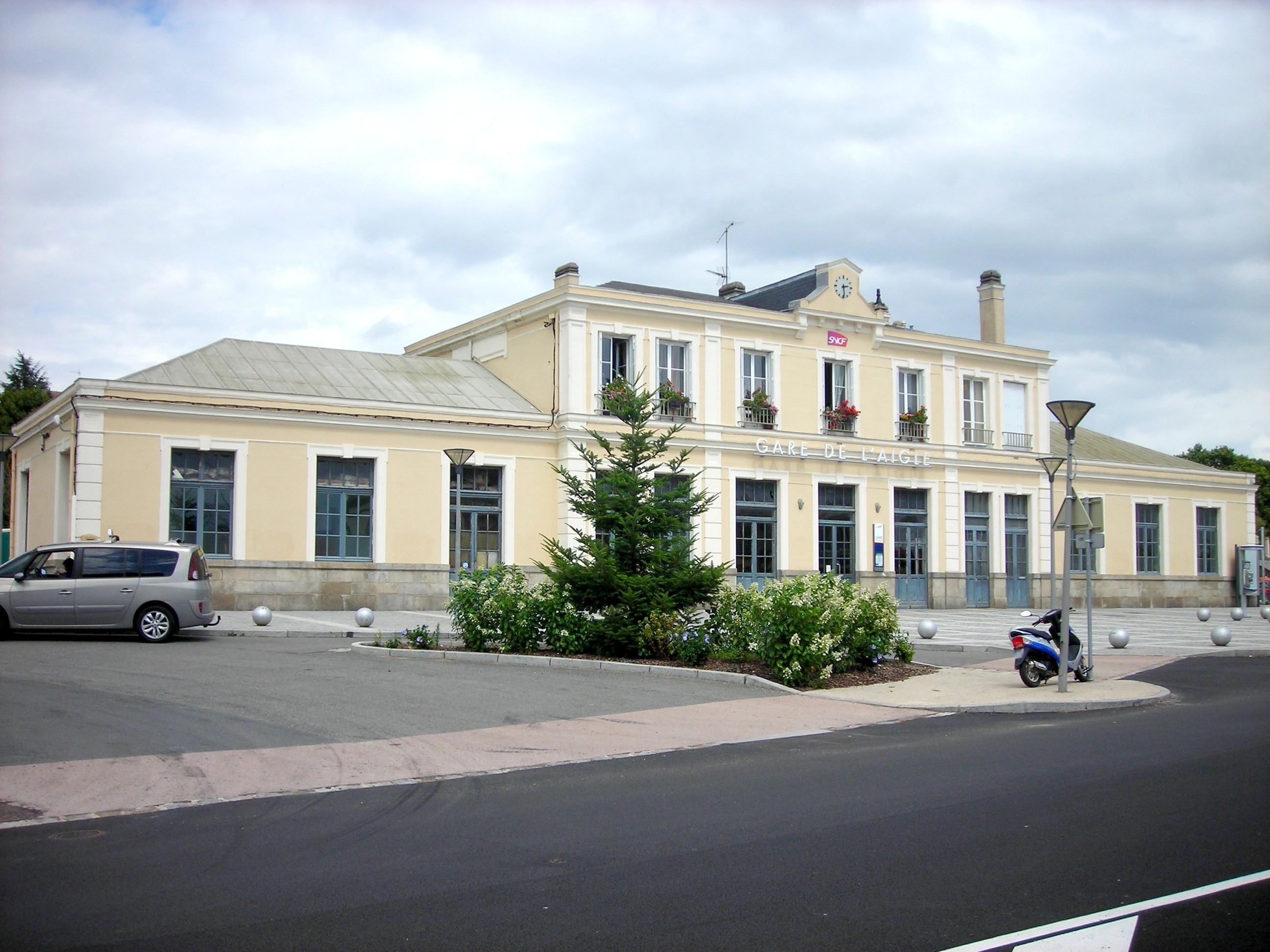
Bahnhof

## Partnerstädte
- Aigle im Kanton Waadt Schweiz, seit 1963
- Clausthal-Zellerfeld in Niedersachsen, Deutschland, seit 1972
- Spišská Nová Ves im Osten der Slowakei, seit 2000
- Naftalan in Aserbaidschan

## Persönlichkeiten
- Léon-Eugène Méhédin (1828–1905), Architekt, Fotograf, Archäologe und Spion
- Léon Richer (1824–1911), Feminist
- Alain Chabaud (1913–2013), Parasitologe
- Jacques Osmont (* 1954), Radrennfahrer
- François Soulier (* 1966), Schlagzeuger
- Nathalie Desmares (* 1972), Snowboarderin